# دون بندلتون
دون بندلتون (بالإنجليزية: Don Pendleton)‏ (12 ديسمبر 1927، ليتل روك في الولايات المتحدة - 23 أكتوبر 1995، سيدونا في الولايات المتحدة)؛ روائي أمريكي.